# Турате
Тура̀те (на италиански: Turate; на ломбардски: Turàa, Тураа) е град и община в Северна Италия, провинция Комо, регион Ломбардия. Разположен е на 240 m надморска височина. Населението на общината е 9510 души (към 2018 г.).